# Alexander Waechter
Pour les articles homonymes, voir Waechter.
Alexander Waechter, né le 24 juillet 1948 à Graz (Autriche), est un acteur, metteur en scène et directeur artistique autrichien.
Il est le neveu du chanteur d'opéra autrichien et directeur d'opéra Eberhard Waechter.

## Metteur en scène de théâtre (sélection)
- 1991 : Verlegtes Glück de Seymour Blicker, Kammerspiele Theater in der Josefstadt
- 1992 : Der falsche Jacobson de James Sherman, Kammerspiele Theater in der Josefstadt
- 1992 : Chansons und Satiren aus Theresienstadt d'Alexander Waechter, musique/direction musicale Sergei Dreznin, Rabenhof Theater in der Josefstadt, avec Tania Golden et Alexander Waechter
- 1993 : Hase, Hase, Theater in der Josefstadt
- 1996 : Potasch und Perlmutter de Montague Marsden Glass/Charles Klein, Kammerspiele Theater in der Josefstadt, Übersetzung und Bearbeitung d'Alexander Waechter
- 1997 : Saison in Salzburg de Max Wallner et Kurt Feltz, musique de Fred Raymond, Kammerspiele Theater in der Josefstadt
- 2000 : Olgas Raum de Dea Loher, Theater m.b.H.
- 2000 : Die Lissabonner Traviata de Terrence McNally, Theater m.b.H.
- 2003 : Der Hausmeister de Harold Pinter, Theater in der Josefstadt
- 2004 : Hamlet, Shakespeare auf der Rosenburg
- 2005 : La Mégère apprivoisée, Shakespeare auf der Rosenburg
- 2006 : Beaucoup de bruit pour rien, Shakespeare auf der Rosenburg
- 2007 : La Nuit des rois, Shakespeare auf der Rosenburg
- 2014 : Le Malade imaginaire, Shakespeare auf der Rosenburg
- 2014 : La Métamorphose de Franz Kafka, Theater franzjosefskai21
- 2014 : Ein Bericht für eine Akademie de Franz Kafka, avec Nikolaus Okonkwo, Theater franzjosefskai21
- 2015 : Hofnarr des Volkes de Karl Valentin et Liesl Karlstadt, avec Bernhard Majcen, Theater franzjosefskai21
- 2015 : Wittgensteins Neffe, de Thomas Bernhard, Theater franzjosefskai21
- 2016 : Der Baron Bagge d'Alexander Lernet-Holenia, Theater franzjosefskai21
- 2016 : Le Petit Prince, d'Antoine de Saint-Exupéry, Theater franzjosefskai21
- 2016 : Mein Kampf, d'Adolf Hitler, Theater franzjosefskai21
- 2017 : Komik &amp ; Noten, Musikalischer Abend, u.a. Armin Berg, Hermann Leopoldi, Georg Kreisler, Gerhard Bronner, Theater franzjosefskai21
- 2017 : Radetzkymarsch de Joseph Roth, Theater franzjosefskai21
- 2018 : Tante Jolesch kocht?, Theater franzjosefskai21
- 2019 : Arthur Schnitzler: 3 Grotesken, Theater franzjosefskai21

## Film et télévision (sélection)
- 1981 : La Lune de sang
- 1982 : Die Erbin
- 1985 : Spiel im Schloss, réalisé par Otto Schenk
- 1995 : Auf Teufel komm raus de Wolfgang Murnberger

## Théâtre (sélection)
De 1974 à aujourd'hui, il a joué principalement au Theater in der Josefstadt, au Kammerspiele (de) et au Rabenhof Theater (de).
- 1978 : Pension Schöller - Alfred, neveu de Ladislaus
- 1984 : Rumeur de Botho Strauß, mise en scène de Heribert Sasse, Theater Drachengasse Wien
- 1995 : Faust de Johann Wolfgang von Goethe, rôle principal, festival d'été de Melk
- 1996 : La Fortune et la Mort du roi Ottokar de Franz Grillparzer, rôle principal, festival d'été de Melk
- 1999 : Molloy de Samuel Beckett, rôle principal, theatre mb H.
- 2000 : Nathan the Wise de Gotthold Ephraim Lessing, rôle principal, festival d'été de Melk
- 2001 : Der Mann des Zufalls de Yasmina Reza, rôle principal dans Altes Kino Wien
- 2003 : Mein Kampf de George Tabori, rôle titre dans la résidence pour hommes Meldemannstraße Wien
- 2003 : Monsieur Ibrahim et les fleurs du Coran par Éric-Emmanuel Schmitt, Theater Drachengasse Wien
- 2004 : Hamlet de William Shakespeare, Shakespeare auf der Rosenburg
- 2005 : Kampl de Johann Nestroy, Theater in der Josefstadt
- 2005 : La Mégère apprivoisée de William Shakespeare, Shakespeare auf der Rosenburg
- 2006 : Beaucoup de bruit pour rien de William Shakespeare, Shakespeare auf der Rosenburg
- 2008 : Le marchand de Venise de William Shakespeare, dans le rôle de Shylock, Shakespeare auf der Rosenburg
- 2009 : Le songe d'une nuit d'été de William Shakespeare, en note, Shakespeare sur le Rosenburg
- 2010 : Roméo et Juliette de William Shakespeare, en tant que comte Montague, Shakespeare auf der Rosenburg
- 2011 : Othello de William Shakespeare, comme Iago, Shakespeare sur le Rosenburg
- 2012 : Comme vous l'aimez de William Shakespeare, en mélancolique Jacques, Shakespeare auf der Rosenburg
- 2013 : Falstaff d'après William Shakespeare, dans le rôle de Falstaff, Shakespeare auf der Rosenburg
- 2014 : Le Malade imaginaire, Shakespeare auf der Rosenburg
- 2014 : La Métamorphose de Franz Kafka, Théâtre franzjosefskai21
- 2015 : Der Hofnarr des Volkes Karl Valentin et Liesl Karlstadt, avec Bernhard Majcen, Theater franzjosefskai21
- 2015 : Wittgensteins Neffe de Thomas Bernhard, Theater franzjosefskai21
- 2015 : Le Baron Bagge d'Alexander Lernet-Holenia, Théâtre franzjosefskai21
- 2016 : Le Petit Prince, d'Antoine de Saint-Exupéry, Théâtre franzjosefskai21
- 2017 : Radetzky March de Joseph Roth, Théâtre franzjosefskai21

## Récompenses et distinctions
- (en) Alexander Waechter: Awards, sur l'Internet Movie Database